# Ur-Namuov zakonik
Ur-Namu zakonik je najstariji sačuvani zakonik u istoriji i prvi zakonik klinopisnog prava, koji je doneo ili sumerski vladar Mesopotamije Ur-Namu, osnivač III dinastije Ur, ili njegov sin Šulgi, verovatno oko 2050. godine p.n.e. Sadržaj Zakonika ispisan je klinastim pismom na pločici veličine 10x20 cm, koju je u istanbulskom muzeju preveo i pročitao 1952. godine Amerikanac jevrejskog porekla Kramer. Kramer je uspešno preveo veći deo dostupnog teksta, te je sastavio 22 različita fragmenta u prvo kompletno izdanje zakonika, na osnovu sačuvanog materijala, koje je objavio Univerzitet u Čikagu, pod nazivom: „Lamentatio over the destruction of Ur“ (Tužbalica nad razaranjem Ura). 
Početak i kraj nedostaju, a iz postojećih fragemnata nije moguće rekonstruisati kontinuirani tekst zakonika. Očuvani su deo prologa, neki od članova i neke kletve protiv onoga koji bi na bilo koji način pokušao da ukloni zakonik. Međutim, sa određenim stepenom sigurnosti, naučnici su uspešno rekontruisali uvodni deo, kao i manji broj pravnih propisa, pri čemu se ne može ni u trenutku umanjiti ogroman značaj zakonika, koje je ostavio u oblasti svetskog prava.  
Danas se sačuvane glinene pločice čuvaju u čuvenom francuskom muzeju Luvr, kao deo redovne postave. 

## Istorija nastanka
Pravni izvori ovog perioda potiču iz gradova pod vlašću Treće dinastije Ur, među kojima je zasigurno najznačajniji zakonik vladara Ur-Namu, koji je upravo po njemu i dobio ime, mada se, prema novijim naučnim istraživanjima iz te oblasti, dolazi do pretpostavke da je ovaj zakonik doneo ipak njegov sin, Šulgi, kao izuzetno uspešan vladar, za vreme čije vladavine je sačuvano i nekoliko stotina presuda na glinenim pločicama. Ur-Namu zakonik prvobitno je počivao na spomenicima postavljenim u raznim hramovima širom carstva, koji do danas nisu sačuvani. 

## Sadržaj
Činjenica je da je upravo, prvi zakonik na svetu, imao visoki stepen pravne tehnike, koji se najjasnije ogleda prilikom formulisanja dispozicije pravne norme tzv. kondikcionalni oblik. 
Uvod Ur-Namu Zakonika počinje božanskim poreklom zakona i isticanje želje zakonodavca da se „zemlja očisti od otimača, varalica i podmitljivaca, da se spreči da sirotinja ne postane žrtva bogatih, da udovica ne padne u ruke moćniku“. 
(31-42:) Kada su bogovi Anu i Enlil predali vlast nad gradom Urom bogu Nani, tada, za Ur-Namua, rođenog sina boginje Ninsun, za njenog voljenog u kući rođenog roba, u skladu sa njegovom pravdom i istinom... dao njemu... Ja imenovah Namahanija za namesnika grada Lagaša. Snagom boga Nane, mog gospodara, povratih Nanin maganski brod u luku i učinih da blista u gradu Uru.
Prvi deo odnosio se na polni moral, preljubu i silovanje. Izuzetno je zastupljeno i deo koji se odnosi na veštičarenje, pa tako recimo, ukoliko žena zavede drugog muškarca pomoću čarolije i izvrši preljubu, žena se kažnjavala smrtom kaznom, dok je zavedeni muškarac slobodan.
(A V 225-231, B I 1-10): Ako supruga mladića, s namerom priđe čoveku i privoli ga da legne sa njom, oni neka ubiju takvu ženu, taj čovek neka bude oslobođen. (čl. 8)
Drugi deo odnosio se na ustanovu „Božanski sud“, koja će biti pretežno zastupljena kod većine naroda Starog veka, a podrazumevala je jedno iracionalno dokazno sredstvo, koje je podrazumevalo utapanje u vodu, pa u zavisnosti od posledice, određivalo se da li optuženi laže ili ne. 
(A VI 270-VII 280, B I 37): Ako čovek optuži drugog za... i dovede ga na Božiji sud Reke, ali Božiji sud Reke ga očisti (od lažne optužbe), onaj koji ga je doveo neka odmeri i preda tri šekela srebra. (čl. 13)
Zatim slede, nekolicina odredbi vezane za odbeglog roba i tri odredbe o kažnjavanju zbog nanošenja telesnih povreda, u slučaju: otkidanja noge, smrskanoj kosti i odsecanju nosa. 
(A VII 324-VIII 330, B I 35-41): Ako (čovek) odseče stopalo (drugog čoveka sa...), on neka odmeri i preda 10 šekela srebra. (čl. 18)

## Sankcije
Karakteristično je, da u okviru Ur-Namu zakonika dominatnu ulogu imaju upravo kompozicije – novčane kazne. Ova činjenica ukazuje da veći stepen razvoja u pogledu sankcionisanja, za razliku od nekih sledećih donetih zakonika, među kojima će se znatno istaći Hamurabijev zakonik i njegov primitivan način kažnjavanja (talion). 
(B VI 1): (...), on neka mu odmeri i preda. (čl. 37)

## Literatura
- Avramović S., Stanimirović V., Uporedna pravna tradicija, Pravni fakultet Univerziteta u Beogradu, 2011.  978-86-7630-640-4
- Stanimirović V., Hrestomatija za uporednu pravnu tradiciju, Pravni fakultet Univerziteta u Beogradu, 2016.  978-86-7630-655-8